# Damian Lewis
Damian Watcyn Lewis (St. John's Wood, Inglaterra, 11 de febrero de 1971) es un actor, músico y productor británico. Saltó a la fama por su interpretación del mayor del ejército estadounidense Richard Winters en la miniserie de HBO Band of Brothers. Lewis ganó un premio Emmy y un Globo de Oro por el papel del sargento de la Marina estadounidense Nicholas Brody en la serie de Showtime Homeland y obtuvo también nominaciones a ambos galardones por su actuación de Enrique VIII de Inglaterra en Wolf Hall. Interpretó a Bobby Axelrod en la serie Billions durante seis temporadas y apareció en Érase una vez en Hollywood (2019) como el actor Steve McQueen.

## Biografía

### Inicios
Lewis nació en el barrio de St. John's Wood, en Londres, y se educó en Ashdown House y en el Colegio Eton. Durante su infancia, realizó varios viajes a Estados Unidos en los veranos para visitar a sus parientes; y también a España, donde ha estado muchas veces. Además, estudió castellano en el colegio.
Tras graduarse en la Guildhall School of Music and Drama en 1993, participó, bajo las enseñanzas del profesor Colin McCormack, como actor en la Royal Shakespeare Company. Durante este tiempo, interpretó a Borgheim en El niño Eyolf, de Henrik Ibsen, una producción de Adrian Noble, y a Leonato Póstumo en Cimbelino, de Shakespeare. Además, participó en Las columnas de la sociedad, también de Ibsen.

### Carrera
Lewis trabajó en la producción de Hamlet, de Sam Mendes, interpretando a Laertes, junto a Ralph Fiennes, quien tuvo el papel del príncipe. Steven Spielberg vio esta producción, y más tarde lo eligió para interpretar al mayor Richard Winters en la miniserie sobre la Segunda Guerra Mundial de HBO y BBC Band of Brothers, su primer papel de varios que han requerido un creíble acento del inglés estadounidense.
Posteriormente, Lewis interpretó a Soames Forsyte en la serie de la ITV The Forsyte Saga, papel con el que obtuvo buenas críticas y que lo dio a conocer aún más al público estadounidense.[cita requerida]
En 2003 hizo El cazador de sueños, una película basada en una novela de Stephen King sobre un hombre que es poseído por un maligno extraterrestre. Su personaje es estadounidense, pero cuando es poseído le cambia el acento al inglés británico, lo que requería que Lewis alternara entre ambos acentos.
Interpretó luego a Jeffrey Archer, en el especial satírico para la televisión Jeffrey Archer: The Truth. Desde el 2004, continuó apareciendo en varias películas, así como en la adaptación que hizo la BBC, en el 2005, de la comedia de William Shakespeare Mucho ruido y pocas nueces, como parte de la temporada ShakespeaRe-Told.
Interpretó el papel de Yassen Gregorovich, en la película Stormbreaker.[cita requerida] En el 2006, también participó en el drama de Stephen Poliakoff para la BBC Friends and Crocodiles.
Estrenada el 26 de septiembre del 2007 por la NBC, protagonizó en los Estados Unidos la serie Life, donde aparece como un oficial de policía acusado de asesinato y encarcelado durante doce años en prisión, de 1995 a 2007, antes de ser exonerado.
En el 2008, apareció en el papel principal de la película The Baker, dirigida por su hermano, Gareth Lewis, y también en el papel secundario de Rizza en The Escapist, la cual también produjo.
En 2010, inició la serie televisiva Homeland, de Showtime, en la que interpretaba a Nicholas Brody, un sargento de Marines de Estados Unidos que había sido dado por desaparecido en acción de guerra en el 2003 y que era rescatado en 2011 durante una incursión de la Fuerza Seal en la zona del líder terrorista Abu Nazir. Su personaje es investigado por la CIA al sospechar que se ha unido al grupo terrorista Al-Qaeda. Por su trabajo, ganó el Globo de Oro al mejor actor de serie de TV de drama en el 2013.

### Vida personal
Damian Lewis se casó con la actriz Helen McCrory el 4 de julio de 2007 y tuvieron una hija, Manon (2006), y un hijo, Gulliver (2007). Conocido seguidor del club de fútbol Liverpool F.C., se le pudo ver cantando el «Torres Bounce» en The Albert Pub, antes del primer partido de la semifinal entre el Liverpool y el Chelsea, en la edición 2008 de la Liga de Campeones. Su esposa Helen falleció el 16 de abril de 2021 tras padecer cáncer. El actor y su familia residen en Tufnell Park.

## Filmografía selecta

### Cine
| Año  | Título                        | Papel                 |
| ---- | ----------------------------- | --------------------- |
| 1995 | Asesinato en la calle Hickory | Leonard Bateman       |
| 1997 | Robinson Crusoe               | Patrick Connor        |
| 2003 | El cazador de sueños          | Jonesy                |
| 2004 | Keane                         | William Keane         |
| 2004 | Nyfes                         | Norman Harris         |
| 2005 | Chromophobia                  | Marcus Aylesbury      |
| 2005 | An Unfinished Life            | Gary Winston          |
| 2005 | La fuga de Colditz            |                       |
| 2006 | Stormbreaker                  | Yassen Gregorovich    |
| 2006 | The Situation                 | Dan Murphy            |
| 2007 | The Baker                     | Milo                  |
| 2008 | The Escapist                  | Rizza                 |
| 2011 | Your Highness                 | Boremont              |
| 2011 | Will                          | Gareth                |
| 2012 | The Sweeney                   | Frank Haskins         |
| 2013 | Romeo y Julieta               | Lord Capulet          |
| 2015 | Queen of the Desert           | Charles Doughty-Wylie |
| 2016 | Our Kind of Traitor           | Hector                |
| 2019 | Érase una vez en Hollywood    | Steve McQueen         |
| 2021 | Caballo soñador               | Neil McKay            |
| 2024 | Los Radley                    | Peter Radley          |

### Televisión
| Año         | Título                   | Papel               | Notas        |
| ----------- | ------------------------ | ------------------- | ------------ |
| 1995        | Agatha Christie's Poirot | Leonard Bateson     | Un episodio  |
| 2001        | Band of Brothers         | Richard Winters     | 10 episodios |
| 2002 - 2003 | The Forsyte Saga         | Soames Forsyte      | 10 episodios |
| 2005        | ShakespeaRe-Told         | Benedick            | Un episodio  |
| 2007 - 2009 | Life                     | Charlie Crews       | 32 episodios |
| 2011 - 2013 | Homeland                 | Nicholas Brody      | 37 episodios |
| 2015        | To Appomattox            | William T. Sherman  | 8 episodios  |
| 2015 - 2024 | Wolf Hall                | Enrique VIII        | 12 episodios |
| 2016 - 2023 | Billions                 | Bobby "Axe" Axelrod | 66 episodios |
| 2022        | Un espía entre amigos    | Nicholas Elliott    | 6 episodios  |